# 微交易
微交易或小額付費（英語：Microtransaction）、應用程式內購（英語：（iOS）、（Google）），又稱課金，是電子遊戲的一种營業模式。有別於以往將遊戲本身當成產品以單一定價零售給消費者（終端用戶），微交易將遊戲內的個別元素例如虛寶逐個銷售，讓玩家可以透過花費現實中的货币購買遊戲中的虛寶，為現今大部分遊戲公司的重要營收來源。
微交易發揚於免費遊戲，但相對於將遊戲單次零售，微交易能為遊戲商帶來持續利潤而令這個營商模式滲透到全額遊戲市場。
由微交易的運作生態中又衍生出虛擬抽獎，例如开寶箱、开禮盒等形式，即是由微交易所得的產品是隨機分配的而被一些人士或法律判斷為賭博，因此演變成社會和政治問題引起遊戲界以外的公眾討論。

## 利潤
根據流動網絡分析公司 Flurry 的報告，iOS App Store2011年上半年盈利榜已經由提供微交易的免費遊戲雄霸，取代了所有只需一次付款的手遊。微交易為iOS App Store帶來的利潤由2011年1月的佔總體收入的39%，飆升至同年6月的65%，而收益排在前100名的手機应用中有超过75%是免費遊戲。